# Jess McMahon
Roderick James "Jess" McMahon Sr. (26 tháng 5 năm 1882 — 22 tháng 11 năm 1954) là một nhà quảng bá môn quyền anh chuyên nghiệp và đấu vật chuyên nghiệp người Mỹ, và là tộc trưởng gia đình McMahon. Không rõ ông hay con trai ông, Vincent J. McMahon mới là người sáng lập World Wide Wrestling Federation (WWWF, nay là WWE). Trong khi một số nguồn cho rằng con ông là người sáng lập công ty thì các nguồn khác lại chỉ ra rằng ông mới là người sáng lập. WWE hiện được điều hành bởi cháu ông, Vince McMahon, kể từ khi Vince tiếp quản năm 1982.

## Thiếu thời
Roderick James McMahon sinh ngày 26 tháng 5 năm 1882 tại Manhattan, Thành phố New York, có cha là chủ khách sạn tên Roderick McMahon (1848—1922) và mẹ là Elizabeth McMahon (1846—1936) từ County Galoway. Cha mẹ ông đã di cư từ Ireland sang Thành phố New York. Ông và các anh chị em ruột Lauretta (sinh 1876), Catherine (sinh 1878) và Edward (sinh 1880) đều theo học trường Cao đẳng Manhattan. McMahon tốt nghiệp với văn bằng thương mại ở tuổi 17. Anh em của McMahon cho thấy sự quan tâm cao hơn với thể thao hơn là ngành ngân hàng.

## Sự nghiệp
Năm 1909, anh em nhà McMahon là đối tác quản lý của Câu lạc bộ Điền kinh Olympic và đặt vé tại Câu lạc bộ Thể thao Empire và St. Nichols, ở Harlem. Vì công chúng lúc đó không mấy quan tâm đến quyền anh, anh em nhà McMahon mở rộng việc kinh doanh khi vào năm 1911, thành lập New York Lincoln Giants, một đội bóng chày da màu, chơi tại Olympic Field ở Harlem. Với một đội bao gồm năm cầu thủ da màu giỏi nhất cả nước (anh em McMahon tuyển mộ từ các đội ở Chicago và Philadelphia), Licoln Giants vươn lên đứng đầu các đội da màu và da trắng trong suốt ba mùa giải. Năm 1914, những khó khăn về tài chính buộc họ phải bán đội, nhưng vẫn giữ hợp đồng với nhiều cầu thủ và ba năm sau họ điều hành một đội bóng khác, Lincoln Stars, chọn Lenox Oval trên phố 145 làm sân nhà. Lưu diễn cùng đội, McMahon và anh trai mạo hiểm tới Havana, Cuba năm 1915 nhằm đồng quảng bá một trận đấu kéo dài 45 hiệp giữa Jess Willard với đương kim vô địch lúc đó là Jack Johnson.
Những năm 1930, McMahon điều hành Sòng bạc Commonwealth trên đường East 135th ở Harlem; quyền anh là điểm thu hút chính. McMahon tuyển chọn các đấu sĩ da màu nhằm đáp ứng nhu cầu dân số da màu gia tăng ở Harlem; các trận đấu giữa người da màu và da trắng thu hút đông đảo người xem, bất kể sắc tộc. Năm 1922, họ thành lập đội bóng rổ chuyên nghiệp da màu, Commonwealth Big 5, cố thu hút khách đến sòng bạc. Trong hai năm, đội đánh bại các đối thủ cả da trắng lẫn da màu, gồm cả đội bóng da màu chuyên nghiệp khác của Harlem, Rens. Các nhà báo thể thao coi Big 5 là đội da màu giỏi nhất cả nước, dù họ không thể đánh bại đội bóng da trắng đứng đầu lúc đó là Original Celtics. Dù đạt thành công lớn, nhưng Big 5 vẫn không thu hút được lượng lớn khán giả và McMahon hủy đội sau mùa giải 1923/1924, khiến Rens thành đội bóng da màu đứng đầu suốt thập niên 1920 và 30.
Sau năm 1915, Jess đến Long Island, và trở thành nhà quảng bá đấu vật chuyên nghiệp đầu tiên của dòng họ McMahon, tại Sân vận động Thành phố Freeport. Các trận đấu khiến McMahon tìm tới một phe độc lập khác, do Carlos Louis Henriquez làm đội trưởng. Cùng nhau họ bán cháy vé tại Sân vận động Coney Island và Brooklyn Sport, Carlos rất được khán giả hâm mộ. Sự hình thành "the Trust" làm dịu khu vực New York giúp McMahon tiếp cận với nhóm đô vật lớn mạnh hơn. Trong đó có Jim Browning, Hans Kampfer, Mike Romano, và Everette Marshall. Năm 1937, sự hấp dẫn của đấu vật trở nên suy tàn. Nhưng trong khi những người đặt vé rời thành phố để thuận tiện hơn, thì Jess lại lao đầu vào đó. Mối liên hệ trao đổi giữa ông và các nhà quảng bá ở Pennsylvania, New Jersey, Maryland, và Connecticut.
Là người hoạt động lâu năm trong lĩnh vực thể thao tại Đông Bắc, McMahon còn được biết đến là người mai mối tại Madison Square Garden trong suốt 20 năm làm nhà quảng bá môn đấu vật. Ngày 22 tháng 11 năm 1954, McMahon qua đời do xuất huyết não tại một bệnh viện ở Wilkes-Barre, Pennsylvania. Sau khi mất, con trai thứ của ông, Vincent tiếp quản công việc và cuối cùng sáng lập World Wide Wrestling Federation, nay là WWE.

## Cuộc sống cá nhân
McMahon kết hôn với một phụ nữ trẻ New York tên Rose E. Davis (1891—1997) là người gốc Ireland vào năm 1912, và cùng nhau họ có ba người con: Roderick Jr., Vincent, và con gái Dorothy. Cháu ông, Vince McMahon hiện là Giám đốc và CEO của WWE. Chắt của ông nhất là Stephanie McMahon và Shane McMahon cũng làm việc cho công ty.